# Laccophilus tigrinus
Laccophilus tigrinus är en skalbaggsart som beskrevs av Guignot 1959. Laccophilus tigrinus ingår i släktet Laccophilus och familjen dykare. Inga underarter finns listade i Catalogue of Life.